# Calendrier berbère
Un calendrier berbère est un calendrier utilisé par les Berbères en Afrique du Nord. Il existe plusieurs calendriers concurrents auxquels se réfèrent les cultivateurs berbères du Maghreb et du Sahara. Le plus usité d'entre eux pour les travaux agricoles est le calendrier julien, qui cohabite avec le calendrier lunaire hégirien, nécessaire à la vie religieuse et le calendrier grégorien, en usage pour les rapports avec l’administration et la vie moderne, il sert aussi de référence commune entre les différentes échelles. Les traces d'un quatrième calendrier, plus ancien, mais mal connu, celui des « mansions stellaires  », apparaissent encore dans certains dictons relatifs à la vie agricole. 
Un nouveau calendrier, de création récente, apparaît sous l'impulsion de militants amazighs de l’Académie berbère et se concrétise avec la publication d'un calendrier en 1980, conçu par l'écrivain Ammar Negadi, qui débute son comput à partir de l'année 950 av. J.-C.

## Calendriers plus anciens
Il existe peu d’informations sur la division du temps chez les Berbères de l’Antiquité. Quelques éléments d’un calendrier préislamique et probablement également pré-romain apparaissent dans quelques écrits médiévaux étudiés par Van den Boogert (2002). Des points communs avec le calendrier traditionnel des Touareg font penser qu’il existait effectivement dans l’Antiquité, avec une certaine diffusion, un compte du temps « berbère », organisé sur des bases autochtones.
|    | Nom du mois         | "Signification"                   |
| 1  | tayyuret tezwaret   | première lune                     |
| 2  | tayyuret teggwerat  | dernière lune                     |
| 3  | yardut              | ?                                 |
| 4  | sinwa               | ?                                 |
| 5  | tasra tezwaret      | premier gardiennage de troupeau   |
| 6  | tasra teggwerat     | dernier gardiennage de troupeau   |
| 7  | awdayeɣet yezwaren  | Les premiers antilopins           |
| 8  | awdayeɣet yeggweran | Les derniers antilopins           |
| 9  | awzimet yezwaren    | Les premiers petits de la gazelle |
| 10 | awzimet yeggweran   | Les derniers petits de la gazelle |
| 11 | ayssi               | ?                                 |
| 12 | nim                 | ?                                 |

Nous ne disposons pas d’éléments suffisants pour reconstruire intégralement ce calendrier original. On peut cependant relever certaines caractéristiques intéressantes, par exemple le fait que beaucoup de noms de mois apparaissent par paires, (parfois même par groupe de trois dans le monde touareg), ce qui fait penser à une division de temps différente de l’ordinaire en mois de 30 jours environ.
Des informations ultérieures, difficiles cependant à préciser et à mettre en relation avec le reste de la situation dans le reste de l’Afrique du Nord, peuvent être tirées de ce que l’on sait sur la manière de compter le temps des Guanches des îles Canaries. Selon un manuscrit du XVIIe siècle de Tomás Marín de Cuba, 
« ils comptaient leur année, appelée Acano, en lunaison de 29 jours (soleil) à partir de la nouvelle lune. L’année commençait en été lorsque le soleil entrait dans le Cancer le 21 juin : après la première conjonction, c’est-à-dire après la première nouvelle lune succédant au solstice d’été, ils faisaient neuf jours de fête pour la récolte »
Ce même manuscrit révèle, que des représentations graphico-picturales de ces évènements calendaires avaient été réalisées sur divers supports. Sur cette base, certains spécialistes modernes ont voulu voir dans une série de peintures géométriques retrouvées dans quelques cavernes de la Grande Canarie des descriptions d’événements astronomiques liés aux cycles annuels. Toutefois, les résultats de ces études sont pour le moment hautement hypothétiques.
De même, un seul nom de mois nous est parvenu dans la langue orale et transmis comme Beñesmet ou Begnesmet, probablement le deuxième mois de l’an, correspondant au mois d’août. Ce nom, s’il était composé de wen "celui à" + (e)smet (o (e)zmet ? wen "celui à" + (e)smet (o (e)zmet ? = ((wen "celui à" ; esmet (o (e)zmet? = il fait froid , c’est-à-dire le mois de froid ?)) .pourrait se trouver dans la liste des mois berbères du Moyen Âge, correspondant aux neuvième et dixième mois awzimet (proprement aw "fils de" + zimet "la gazelle"). Mais les données sont trop limitées pour enquêter sur cette hypothèse.

## Calendriers

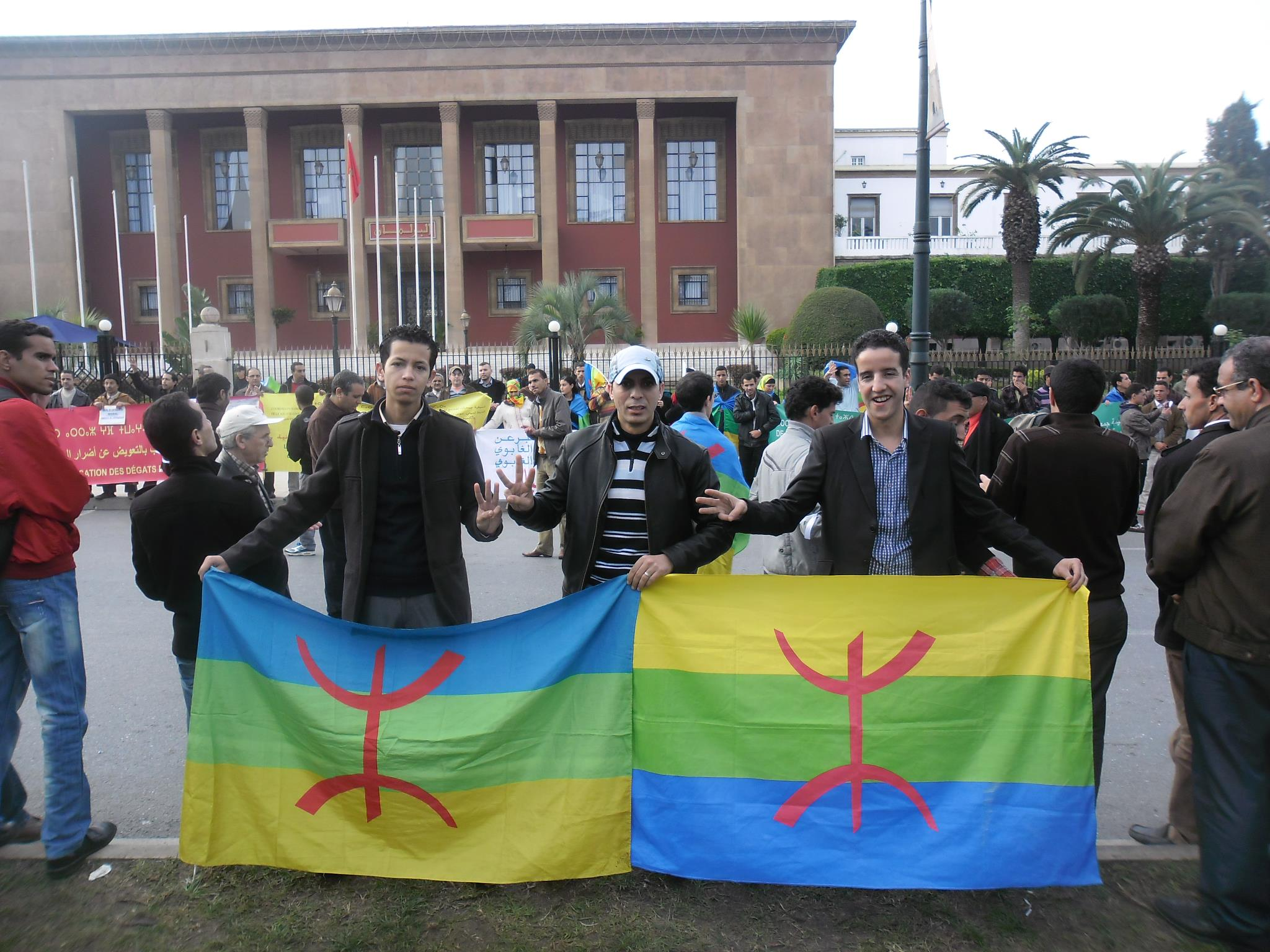
Manifestation au Maroc en 2014, pour l'officialisation du calendrier amazigh.

Il existe plusieurs calendriers concurrents auxquels se réfèrent les cultivateurs berbères du Maghreb et du Sahara. Le plus usité d'entre eux pour les travaux agricoles est le calendrier julien, qui cohabite avec le calendrier lunaire hégirien, nécessaire à la vie religieuse et le calendrier grégorien, en usage pour les rapports avec l’administration et la vie moderne, qui sert aussi de référence commune entre les différentes échelles. Les traces d'un quatrième calendrier, plus ancien, mais mal connu, celui des « mansions stellaires  », apparaissent encore dans certains dictons relatifs à la vie agricole. 
À partir des années 1960, à l’initiative de l’Académie berbère de Paris, certains Amazighs ont commencé à calculer les années à partir de 950 av. J.-C., date approximative de l’accession au pouvoir du premier pharaon libyen en Égypte, Sheshonq Ier (Cacnaq) fondateur de la 22e dynastie égyptienne : l’ère Sheshonq a été créée (par conséquent, l’année 2021 correspond à l’an 2971 du calendrier amazigh). La première facture du calendrier, très simple et très modeste, est concrétisée en 1980 par l'écrivain et militant culturel chaoui Ammar Negadi. 
L’innovation a été adoptée avec conviction par de nombreux militants de la culture amazigh et fait maintenant partie du patrimoine de l’identité de cette nation, intégrée dans les modes traditionnels de relation à l’agenda de l’Afrique du Nord.[réf. nécessaire]

### Mode de calcul
À la différence des Touaregs qui conservent  les méthodes traditionnelles de calcul des années qui n'ont pas de numéro mais sont chacune dotée d’un nom qui les caractérise, le calendrier amazigh traditionnel n'est pas lié à une époque ni au respect d’un calcul rigoureux.

### Mois et saisons
| Mois      | Chleuh (Sud Marocain) | Kabyle (Algérie) | Chaoui (Algérie)[réf. nécessaire] | Mzab (Algerie) | Ayt Hdidou Maroc Oriental | Arabe marocain | Arabe libyen | Berbère néologique | Rif (Nord du Maroc)[réf. nécessaire] | Berbère de Djerba (Tunisie)[réf. nécessaire] |
| --------- | --------------------- | ---------------- | --------------------------------- | -------------- | ------------------------- | -------------- | ------------ | ------------------ | ------------------------------------ | -------------------------------------------- |
| Janvier   | innayer               | (ye)nnayer       | yennar                            | yennar         | nnayer                    | Yanayer        | yannayer     | yenyur             | yannayer                             | yenna(ye)r                                   |
| Février   | xubrayer              | furar            | furar                             | furar          | k(f)ubrayer               | febrayer       | febrayer     | sinyur             | fabrayer                             | fura(ye)r                                    |
| Mars      | mars                  | meɣres           | meɣres                            | maraṣ          | mars                      | mars           | mars         | krayur             | marsu                                | marsu                                        |
| Avril     | ibrir                 | (ye)brir         | brir                              | yebrir         | ibril                     | abril          | ibril        | kuẓyur             | yabril                               | ibrír                                        |
| Mai       | mayyu                 | maggu // Mayou   | mayu                              | mayu           | mayu                      | mayu           | mayu         | semyur             | mayu                                 | mayu                                         |
| Juin      | yunyu                 | yunyu            | yunyu                             | yunyu          | bulɛanṣart                | yunyu          | yunyu        | seḍyur             | yunyu                                | yunyu                                        |
| Juillet   | yulyu                 | yulyu(z)         | yulyu                             | yulyuz         | izɣ                       | yulyuz         | yulyu        | sayur              | yulyuz                               | yulyu                                        |
| Août      | ɣuct                  | ɣuct             | ɣuct                              | ɣucet          | ɣuct                      | ghucht         | aghustus     | tamyur             | ucht                                 | awussu                                       |
| Septembre | cutanbir              | ctember          | ctember                           | ctember        | ctember                   | choutanbir     | september    | tẓayur             | satambir                             | ctamber                                      |
| Octobre   | kṭuber                | (k)tuber         | ktober                            | ktuber         | ctuber                    | uktuber        | uktuber      | mrayur             | ktobir                               | ktuber                                       |
| Novembre  | duwanbir              | nu(ne)mber       | wanber                            | unembir        | atlaɣ                     | nuwanbir       | nufember     | yamrayur           | nvambir                              | numbír                                       |
| Décembre  | dujanbir              | bu- (du-)jember  | jamber                            | uğembir        | dujmbir                   | dujanbir       | dejember     | meggyur            | dujambir                             | dujámber                                     |

La transcription des noms en des différents dialectes berbères correspond à la normalisation Académie berbère et INALCO.
La case « berbère néologique » correspond à la reconstruction de termes authentiquement berbères.
Le calendrier berbère est découpé en quatre saisons de trois mois chacune. La correspondance avec le calendrier grégorien est notée entre parenthèses :
- Tagrest : hiver.

1. Jember (décembre) : du 14 décembre au 13 janvier ;
2. Yennayer (janvier) : du 14 janvier au 13 février ;
3. Furar (février) : du 14 février au 13 mars.

- Tafsut : printemps.

1. Meɣres (mars) : du 14 mars au 13 avril ;
2. Ibrir (avril) : du 14 avril au 13 mai ;
3. Mayyu (mai) : du 14 mai au 13 juin.

- Iwilen/Anebdu : été.

1. Yunyu (juin) : du 14 juin au 13 juillet ;
2. Yulyu : (juillet) : du 14 juillet au 13 août ;
3. ɣust ou Awussu : (août) : du 14 août au 13 septembre.

- Amewan/Iweğğiben : automne.

1. ctember (septembre) : du 14 septembre au 13 octobre ;
2. Tuber (octobre) : du 14 octobre au 13 novembre ;
3. Wamber (novembre) : du 14 novembre au 13 décembre.

### Néologisme et traditions
Un aspect intéressant du point de vue anthropologique, en ce qui concerne la naissance de traditions, est l’épanouissement d’innovations visant à « rétablir » les revendications des traditions perdues. C’est un phénomène compréhensible dans le contexte de la redécouverte d’une identité longtemps niée et cachée, qui s’accompagne nécessairement du souci de se réapproprier des traits culturels perdus ou en voie de disparition. En particulier, c’est ainsi que de nombreuses innovations calendaires finissent de nos jours par emporter un large consensus et par être considérées comme faisant partie d’un authentique patrimoine traditionnel.

#### Les noms des mois
Puisque certains ne connaissaient pas les noms de mois (les noms figurant plus haut, connus seulement dans les milieux universitaires), certains ont tenté de reconstruire les noms « authentiquement berbères » de plusieurs mois de l’année. À partir de ce mois connu, le premier (yennayer), par ignorance du sens du nom latin, certains ont imaginé qu’il était composée du mot berbère yan (le numéro « un » dans plusieurs dialectes berbères) + (a) yur, "Lune / mois, et sur cette base, a reconstruit toute la série des noms de mois, que voici avec leur écriture en tifinagh (écriture berbère) : 1. Yenyur ⵢⵏⵢⵓⵔ ou Yennayur ⵢⵏⵏⴰⵢⵓⵔ 2. Sinyur ⵙⵉⵏⵢⵓⵔ, 3. Krayur ⴽⵔⴰⵢⵓⵔ, 4. Kuẓyur ⴽⵓⵥⵢⵓⵔ, 5. Semyur ⵙⵎⵢⵓⵔ, 6. Seḍyur ⵙⴹⵢⵓⵔ, 7. Sayur ⵙⴰⵢⵓⵔ, 8. Tamyur ⵜⴰⵎⵢⵓⵔ, 9. Tẓayur ⵜⵥⴰⵢⵓⵔ, 10. Mrayur ⵎⵔⴰⵢⵓⵔ, 11. Yamrayur ⵢⴰⵎⵔⴰⵢⵓⵔ 12. Meggyur ⵎⴳⴳⵢⵓⵔ.

#### Les jours de la semaine
Dans la même logique, concernant les jours de la semaine dont le nom autochtone est ignoré, on a essayé de « réparer » avec de nouvelles créations. Il y a actuellement en circulation deux séries. La première et la plus répandue (des noms de jours de semaines déjà usités dans certaines régions), tandis que la deuxième série utilise la même procédure que pour les mois, à savoir une création avec l’ajout d’un suffixe de type "di" au lieu de -yur. À noter que la première série commence par le lundi et que la seconde se fonde sur le nom des jours de la semaine selon l’ordre en arabe, où la première journée correspond au dimanche.
| jour     | Académie berbère | Composition numérale |
| lundi    | Arim             | Aynas                |
| mardi    | Aram             | Asinas               |
| mercredi | Ahad             | Akṛas                |
| jeudi    | Amhad            | Akwas                |
| vendredi | Sem              | Asimwas              |
| samedi   | Sed              | Asiḍyas              |
| dimanche | Acer / Ačer      | Asamas               |

#### Jours et prénoms
Souvent, les calendriers et almanachs publiés par des militants et des associations culturelles berbères contiennent, à l’imitation des calendriers occidentaux, la combinaison de prénom pour chaque jour de l’année. Cela répond aussi à la nécessité de redéfinir le prénom traditionnel, qui à la suite des mesures d’arabisation en Algérie et au Maroc a eu tendance à être remplacé par des noms strictement arabes. Même dans ce domaine, très émotionnellement entendu, il n’est pas rare de trouver des listes de noms improvisés avec des noms empilés en vrac, le résultat de lectures aléatoires ou vraies, de constructions grammaticales, typographiques ou bien des éponymes ou toponymes oubliés.

## Stations de l’année

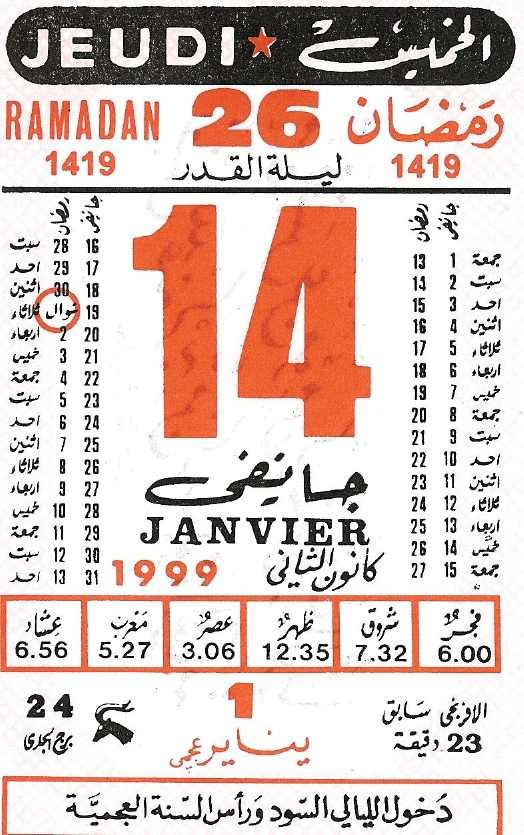
Une page d’un almanach Tunisien, il montre la correspondance de 1 Yennayer 3ajmi (en rouge) avec le 14 janvier du calendrier grégorien. Le texte en bas encadré, signale le nouvel an 3ajmi et le début des al-lyali al-sud ("les nuits noires").

Sur les quatre saisons, toutes n’ont pas conservé leurs appellations berbères : les noms de printemps et d’été sont utilisés presque partout ; plus rarement le nom de l’hiver, usité surtout dans le nord. Uniquement dans le djebel Nefoussa (Libye) on continuera à utiliser le nom berbère de l’automne.
- Printemps - tafsut - 15 furar (= 28 février)
- Été - anebdu - 17 mayu (= 30 mai)
- Automne - amwal[12] - 17 ɣusht (= 30 août)
- Hiver - tagrest - 16 numbir (= 29 novembre)

Un aspect intéressant est le contraste entre les deux périodes de 40 jours chacune, considérée comme la plus froide en hiver (« Nuits » ilyali) et la plus chaude de l’été (« La canicule », ssmaym, awussu)
- 12 janvier - 1er yenayer, jour de l’an berbère suivi d’’'udan Imellalen ;
- 03 février - 21 yenayer, azara ou début de retour au climat clément ;
- 13 février - 31 yenayer, jour de l’emprunt, Amerdil ou jour de la chèvre ;
- 28 février - 15 furar, Tafsut 1er jour du printemps suivi de Tizegwaɣin ;
- 12 mars - 27 furar, début de la période lhussum jusqu’à imɣaren, période de froid piquant ;
- 9 avril - 23 meɣres, ahaggan, pluies néfastes ;
- 10 mai - 27 yebrir, mi-nissan, pluies bénéfiques ;
- 30 mai - 17 maggu, Anebdu l’été ;
- 07 juillet - 24 yunyu, laïnsara feu de joie et fumigation des arbres fruitiers ;
- 25 juillet - 12 yulyu, 1er awusu, entrée de la canicule, période où l’on procède au rite préventif contre les maladies par l’aspersion, les ablations et les baignades ;
- 30 août - 17 ɣusht, amwal l’automne ;
- 01 novembre - 17 tuber, 1er jour des labours appelé aussi "labours d’Adam" ;
- 29 novembre - 16 numbir, tagrest l’hiver ;
- 25 décembre - 12 dujember, iberkanen;

### Tagrest, la porte de l’année
Au-delà des mois dans le calendrier agricole traditionnel, il existe d’autres marqueurs qui sont les « saisons » ou « périodes » fortes, elles marquent par des occasions spéciales et des célébrations. Pour ces moments cruciaux, J. Servier utilise le nom évocateur de porte de l’année (tibbura useggwas), Bien que ce terme apparaisse normalement utilisé qu’au singulier pour indiquer la période de solstice d’hiver,.

#### Uḍan, les nuits
La période la plus froide est composé de 20 « nuits noires »(en berbère : uḍan iberkanen, en arabe : al-lyali as-sūd), du 12 au 31 dujamber (25 décembre - 13 janvier  grégorienne), et de 20 « Nuits blanches » (uḍan imellalen en berbère, en arabe al-lyali al-bīḍ) en commençant le premier jour de yennayer correspondant au 14 janvier grégorien. Ainsi, c’est par l’adage populaire ad ffɣen iberkanen ad kecmen imellalen (et sortiront les nuits noires et rentreront les nuits blanches) qu’est accueilli Yennayer, l'ixf useggwas (le jour de l’an berbère).

#### Yennayer, le jour de l’An
La première journée de l’année est la journée célébrée le plus diversement dans les régions d’Afrique du Nord. Elle est marquée par un repas traditionnel avec des aliments particuliers, différents selon la région. Par exemple, un couscous aux 7 légumes ; mais dans de nombreuses régions, est également attendu le sacrifice d’un animal (généralement une bête a plumes, ou un bouc).
Une caractéristique de ce jour férié, est qu’il est souvent confondu avec celui de la journée de l’achoura (fêtes du calendrier musulman). Une autre caractéristique est la présence dans de nombreuses régions de formules rituelles d’invocations type bennayu, babiyyanu, bu-ini, etc. Toutes ces expressions qui, selon de nombreux spécialistes, pourraient représenter la corruption des anciens souhaits bonus annus.
Un curieux aspect de la célébration de Yennayer est ce qui concerne la date de la nouvelle année. Bien que la date de cet anniversaire fut un temps le 14 janvier, probablement, la conviction commune que la date du « nouvel an berbère » est le 12 et non pas le 14 janvier en Algérie a été introduite probablement par certaines associations culturelles berbères très actives. Il est sans dire que la célébration de yennayer auparavant débutait 3 jours avant le 14 janvier.

#### Leussum/Imbarken, le froid piquant
Avant que le froid ne s’en aille complètement commencera le printemps. Il y a une période de redouté, une dizaine de jours entre les mois de mars et furar (les 5 dernières furar et les 5 premiers mars). C’est une période caractérisée par de forts vents où l’homme devrait cesser de nombreuses activités (agricole et artisanale), de se marier ou de sortir la nuit, et en général doivent laisser le champ libre à des pouvoirs mystérieux, qui à cette époque sont particulièrement actifs et en profitent pour célébrer leurs mariages (Dans Djerba, ces créatures sont appelées, par tabou linguistique imbarken, qui signifie béni et donne le nom à cette période).

### Tafsut, le printemps
Avec l’entrée du printemps, la nature sort des rigueurs et des affres de l’hiver pour ouvrir la vie sur un nouveau cycle. Les végétaux éclosent à nouveau, la terre se couvre d’un tapis floral bariolé, la chaleur du soleil féconde les graines cachées dans le sous-sol gorgé d’eau.
Il est de coutume chez les berbères d’accueillir le printemps avec l’étonnement et la joie qui marquent toutes les naissances. Aussi, organise-t-on pour la circonstance un dîner particulier Imensi N’tefsut. C’est un moment de retrouvailles conviviales. Les villageois sacrifient à l’occasion des coqs fermiers, des chapons, des poulardes pour agrémenter l’incontournable couscous aux fèves (Avissar). Le repas n’a pas de caractère rituel.
La tradition consacre, à l’accueil du printemps dans la matinée du premier jour de la nouvelle saison, un ensemble de gestes répétés depuis des lustres (Amagar n’tefsut). Les familles sortent dans les près pour y improviser des pique-niques, y organiser des jeux et surtout se rouler dans l’herbe à la gloire des divinités de la nature, fort nombreuses dans la cosmogonie berbère. Ce geste qui scelle la communion avec les éléments naturels a perdu son sens dans de nombreuses régions du pays, où la rencontre avec Tafsut est encore célébrée. On se roule dans l’herbe pour y prendre les couleurs, les parfums et les odeurs de la terre et du tapis végétal.

#### Tizeggaɣin/Timɣarin, les journées rouges/les giboulés
Après le dîner de l’ouverture et l’accueil du printemps, la saison démarre par une période de dix jours dénommée Tizegwaɣin (les journées rouges). Qualificatif en relation avec des crépuscules flamboyants durant lesquels, le soleil avant de se coucher met le feu aux nuages, le ciel devient pourpre durant près d’un quart-d’heure c’est Lehmorega. Cette décade est suivie de Timɣarine (les vieilles capricieuses) d’une durée de sept jours marqués par des changements de temps très rapides. Les quatre saisons défilent dans la même journée, on a droit aux averses de pluie ou de grêle, aux éclaircies, aux froids intenses, ou encore à de grosses remontées de chaleur et de vents du sud.

#### Ledjwareh/Esswaleh, le renouveau des végétaux
Du 17 au 22 mars période dite Ledjwareh (les blessures), les bourgeons éclosent, les arbres caducs se couvrent à nouveau de petites feuilles et de fleurs.
La semaine qui suit le bourgeonnement est dite Esswaleh (les jours utiles) une durée qui correspond à la nouaison de certains végétaux à l’apparition des fruits sur les arbres (7 jours).

#### Imheznen/Aheggan, les préparations
Arrivent alors Imheznen, les sept jours tristes, les premières journées d’avril marquées par la timbale des cigales durant lesquelles la chaleur s’installe. Certains animaux connaissent leur période de rut. C’est la mue irréversible de la nature, le tournant, une fin de l’hiver retardée par les quatorze jours de Ahegan, une période qui dit-on fait trembler les sangliers (Yergagi yilef). Le ciel est bouché, il fait très froid mais il ne pleut pas. C’est une période où les travaux sur les végétaux sont suspendus. Tiftirin (Les cycles) consacrent sur sept jours la sortie définitive de cette mauvaise période de l’’'Ahegan pour ouvrir sur les chaleurs du mois de mai. Sept journées pastorales où les paysans soignent leurs troupeaux, s’occupent des nouveau-nés que l’on sort des bergeries pour des séjours en plein air, le contact avec le sol ferme, l’herbe et les fleurs des prairies.

#### Nissan, les eaux fécondes
Les pluies chaudes du mois de mai durent 14 jours elles sont appelées Nissen (les eaux fécondes). Deux semaines d’averses entrecoupées d’éclaircies, dont le sol qui commence à se fissurer a tant besoin. Les sept journées vertes Izegzawen mettent fin à la floraison, certaines céréales forment leurs épis, et les arbres arborent fièrement leurs fruits. Le printemps est alors bouclé par les sept journées jaunes Iwraɣen. C’est le démarrage de la fenaison, les paysans fauchent l’avoine, la vesce, la petite féverole ; on entame le désherbage des prairies naturelles Assouki et des bocages.

### Anebdu, l’été

#### Imellalen- Les Blanches
L’été démarre le 30 mai par les sept journées blanches Imellalen, durée du départ des transhumances. Les bouviers et les chevriers mènent des centaines de bêtes sur les lointains pâturages du Djurdjura. C’est naturellement une autre saison.

#### Ssmaym/Awussu, la canicule d’août
Comme le froid intense de l’hiver, la chaleur dure 40 jours, du 12 yulyuz (= 25 juillet) au 20 ɣusht (= 2 septembre). Le moment fort de cette période est la première de ghusht « août » (également le nom de awussu, très répandue en Tunisie et en Libye, semble revenir à Augustus latin) sont faites sur ce rites, clairement une tradition aussi préislamique que préchrétienne. Il s’agit notamment de feux d’été (qui, dans de nombreux endroits sont organisées autour du solstice d’été : une coutume païenne, comme déjà condamné par saint Augustin), ou les rites de l’eau, telles que celles côtières en Tunisie et en Tripolitaine, qui prévoient trois nuits de plongée dans les vagues de la mer dans le but de préserver la santé. Dans ces cérémonies, des familles entières entraient dans l’eau, et avec eux les animaux de compagnie. Bien que le rite ait été revisité par les principes islamiques (ces nuits les eaux du puits de Zemzem, à La Mecque, se jettent dans la mer et ces vagues d’eau douce seraient bénéfique), nombreux appellent ce jour férié la nuit. Il est coutumier d’obtenir des taux de fécondité et d’abondance, les hommes accompagnent les femmes entre les vagues.

### Iweğğiben, l’automne
Une autre période très importante pour le calendrier agraire est celle des labours. La date qui  semble essentielle à cet égard est le 17 (k)tuber (la terre devient arable). Cette période est appelée en arabe ar : hert adem, c’est-à-dire le labour d’Adam, car à cette époque, le commun de sa progéniture a commencé ses travaux dans l’agriculture.

## Interférence avec le calendrier islamique
|    | Nom arabe          | Nom berbère |
| 1  | Mouharram          | Taɛcurt (sud-est- Maroc) babiyannu (Ouargla) cashura'(Djerba)                                                                 |
| 2  | safar              | Imtfer n Taɛcurt (sud-est- Maroc) u deffer cacura                                                                             |
| 3  | Rabiʿ al-awwal     | Tirwayin (sud-est- Maroc) elmilud                                                                                             |
| 4  | Rabia ath-thani    | Imtfer n terwayin (sud-est- Maroc) u deffer elmilud                                                                           |
| 5  | Joumada al-oula    | Ateffas izwaren (sud-est- Maroc) melghes (Djerba)                                                                             |
| 6  | Joumada ath-thania | Ateffas wis-sin (sud-est- Maroc) asgenfu n twessarin « Le reste (l’espoir) de l’ancien » (Ouargla) sh-shaher n Fadma (Djerba) |
| 7  | Rajab              | Win igurramen (sud-est- Maroc) twessarin « L’ancien »                                                                         |
| 8  | Chaabane           | Taletyurte (sud-est- Maroc) asgenfu n remdan « Le reste (en attente) » Ramadan (Ouargla)                                      |
| 9  | ramadàn            | Ramḍan (sud-est- Maroc) sh-shaher n uzum' « Le mois de jeûne » (Djerba)                                                       |
| 10 | shawwàl            | Iswi (sud-est- Maroc) tfaska tameshkunt « La petite fête » (Djerba)                                                           |
| 11 | Dhou al-qiʿda      | Inger laɛyad (sud-est- Maroc) u jar-asneth « Un entre les deux (parties) » (Djerba)                                           |
| 12 | Dhou al-hijja      | Tafaska (sud-est- Maroc) tfaska tameqqart « La grande fête » (Djerba)                                                         |